# Kalajärvet (Gällivare socken, Lappland, 745118-174371)
Kalajärvet är en sjö i Gällivare kommun i Lappland och ingår i Kalixälvens huvudavrinningsområde.